# 南亚岩蜥
南亚岩蜥（学名：Laudakia tuberculata）为鬣蜥科岩蜥属的爬行动物，俗名南亚鬣蜥。分布于阿富汗、巴基斯坦与印度北部、尼泊尔以及中国大陆的西藏等地，多见于岩石或石壁的洞穴或罅隙。其生存的海拔范围为790至3660米。该物种的模式产地在印度。

## 保护
本种于2023年被收录入《有重要生态、科学、社会价值的陆生野生动物名录》。